# John Scopes
John Thomas Scopes (3 de agosto de 1900 - 21 de octubre de 1970) fue un profesor de Dayton (Tennessee), acusado el 5 de mayo de 1925 de violar la Ley Butler de Tennessee, que prohibía la enseñanza de la evolución humana en las escuelas de Tennessee. Fue juzgado en un caso conocido como el Scopes Monkey Trial, en el que fue declarado culpable y multado con 100 dólares (1737).

## Primeros años
Scopes nació en 1900, hijo de Thomas Scopes y Mary Alva Brown, que vivían en una granja en Paducah, Kentucky. John era el quinto hijo y el único varón. La familia se trasladó a Danville, Illinois, cuando él era un adolescente. En 1917, se trasladó a Salem, Illinois, donde fue miembro de la clase de 1919 en la Salem High School.
Asistió brevemente a la Universidad de Illinois antes de abandonarla por motivos de salud. Se licenció en la Universidad de Kentucky en 1924, con una especialización en derecho y otra en geología.
Scopes se trasladó a Dayton, donde se convirtió en el entrenador de fútbol americano de la escuela secundaria del Condado de Rhea y, ocasionalmente, ejerció como profesor sustituto.

## Juicio
La participación de Scopes en el llamado Scopes Monkey Trial se produjo después de que la Unión Americana de Libertades Civiles (ACLU) anunciara que financiaría un caso de prueba que desafiara el constitucionalidad de la Ley Butler si podían encontrar un profesor de Tennessee que estuviera dispuesto a actuar como acusado.
Un grupo de empresarios de Dayton, Tennessee, liderados por el ingeniero y geólogo George Rappleyea, vieron en ello una oportunidad de conseguir publicidad para su ciudad, y se pusieron en contacto con Scopes. Rappleyea señaló que, aunque la Ley Butler prohibía la enseñanza de la evolución humana, el estado exigía a los profesores que utilizaran el libro de texto asignado, Biología cívica'] de Hunter (1914), que incluía un capítulo sobre la evolución. Rappleyea argumentó que, en esencia, se exigía a los profesores que infringieran la ley. Cuando se le preguntó por el caso de la prueba, Scopes se mostró inicialmente reacio a implicarse. Después de algunas discusiones, le dijo al grupo reunido en Robinson's Drugstore: "Si pueden probar que he enseñado evolución y que puedo calificar como acusado, entonces estaré dispuesto a enfrentar el juicio" .
Cuando comenzó el juicio, el equipo de defensa incluía a Clarence Darrow, Dudley Field Malone, John Neal, Arthur Garfield Hays y Frank McElwee. El equipo de la acusación, dirigido por Tom Stewart, incluía a los hermanos Herbert Hicks y Sue K. Hicks, Wallace Haggard, las parejas de padre e hijo Ben y J. Gordon McKenzie, y William Jennings Bryan y William Jennings Bryan Jr.  El mayor de los Bryan había hablado en la graduación de la escuela secundaria de Scopes, y recordó que el acusado se reía mientras pronunciaba el discurso a la clase graduada seis años antes.
El caso terminó el 21 de julio de 1925, con un veredicto de culpabilidad , y Scopes fue multado con 100 dólares (aproximadamente 1.460 dólares en 2020). El caso fue apelado ante el Tribunal Supremo de Tennessee. En una decisión de 3 a 1 escrita por el presidente del Tribunal Supremo Grafton Green, se sostuvo que la Ley Butler era constitucional, pero el tribunal anuló la condena de Scopes porque el juez había fijado la multa en lugar del jurado. La Ley Butler permaneció en vigor hasta el 18 de mayo de 1967, cuando fue derogada por la Legislatura de Tennessee.
En realidad, Scopes podría haber sido inocente del crimen al que su nombre está inexorablemente ligado. Después del juicio, admitió ante el reportero William Kinsey Hutchinson: "Yo no violé la ley", explicando que se había saltado la lección sobre la evolución, y que sus abogados habían coached a sus alumnos para que subieran al estrado; los empresarios de Dayton habían asumido que él había violado la ley. Hutchinson no presentó su historia hasta después de que se decidiera la apelación de Scopes en 1927.
En 1955, el juicio se convirtió en una obra de teatro titulada Inherit the Wind protagonizada por Paul Muni como un personaje basado en Clarence Darrow, y Ed Begley como un personaje basado en William Jennings Bryan. En 1960, una versión cinematográfica de la obra de teatro protagonizada por Spencer Tracy como el personaje de Darrow y Fredric March como el personaje de Bryan.
Tanto la obra de teatro como la película se toman licencias literarias con los hechos. Por ejemplo, "Bertram Cates" (el personaje que representa a Scopes) es arrestado en clase, encarcelado, quemado en efigie por los frenéticos, mezquinos e ignorantes habitantes del pueblo, y escarnecido por un predicador que esnifa fuego. "Matthew Harrison Brady" (Bryan), un fanático casi cómico, muere dramáticamente de un "vientre reventado" mientras intenta pronunciar su alegato en un tribunal caótico. Nada de eso ocurrió en realidad en Dayton, Tennessee, durante el juicio.

## La vida después del juicio

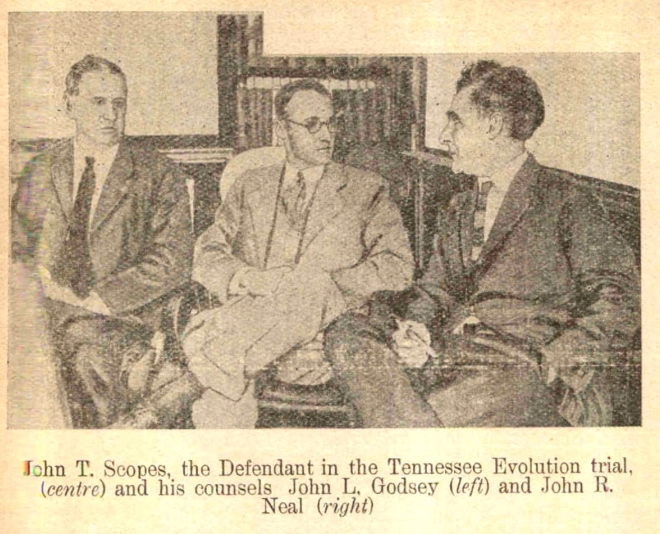
c. 1925

Los resultados del Juicio Scopes le afectaron profesional y personalmente. Su imagen pública fue objeto de burlas en dibujos animados, caricaturas y otros medios de comunicación en los años siguientes. El propio Scopes se retiró de la escena pública y centró su atención en su carrera.
En septiembre de 1925, se matriculó en la escuela de posgrado de la Universidad de Chicago para terminar sus estudios de geología. Las pruebas de acoso por parte de la prensa fueron destacadas por Frank Thorne: "Tal vez le interese saber que el señor John T. Scopes, de la fama del juicio contra la evolución, espera emprender el estudio de la geología como estudiante graduado de Chicago este otoño... Por favor, haga lo que pueda para protegerlo de las importunidades de los reporteros de Chicago..... Es un joven modesto y sin pretensiones, y ha estado sometido a mucha más atención de la que le gusta." Un año después, la decisión del Tribunal Supremo de Tennessee de 1926 hizo que la prensa volviera a perseguir a Scopes. Durante este tiempo, le escribió a Thorne: "Estoy cansado de tontear con ellos" Es evidente que la atención de los medios de comunicación estaba afectando emocionalmente a Scopes.
Peor aún, la Depresión afectó a su carrera. de las oportunidades profesionales en Tennessee, lo que obligó a él y a su esposa a mudarse a la casa de su infancia en Kentucky alrededor de 1930.[cita requerida]
Habiendo fracasado en la educación, Scopes intentó una carrera política y se presentó sin éxito como candidato del Partido Socialista para un escaño en la Cámara de Representantes de los Estados Unidos en el único at-large congressional race en 1932. Al final, Scopes volvió a la industria petrolera, trabajando como experto en petróleo para la United Production Corporation, más tarde conocida como United Gas Corporation. Allí trabajó primero en Beeville (Texas), luego en la oficina de la empresa en Houston hasta 1940 y más tarde en Shreveport (Luisiana), donde permaneció hasta su muerte. United Gas se fusionó con lo que era Pennzoil en 1968.
Más adelante en su vida, los medios de comunicación que rodeaban a Scopes se calmaron.
Scopes y la historia de su juicio aparecieron en el primer segmento del episodio del 10 de octubre de 1960 del programa de televisión To Tell the Truth.
En junio de 1967, Scopes escribió El centro de la tormenta: Memorias de John T. Scopes. La Ley Butler fue derogada ese mismo año.

## Vida personal y muerte
Scopes se casó con Mildred Elizabeth Scopes (de soltera Walker) (1905-1990). Juntos tuvieron dos hijos: John Thomas Jr. y William Clement "Bill".
Murió el 21 de octubre de 1970 de cáncer en Shreveport, Luisiana, a la edad de 70 años.